# تپه زرک سازوق
تپه زرک سازوق در شهرستان قزوین، بخش طارم سفلی، روستای زرک واقع شده و این اثر در تاریخ ۲ آبان ۱۳۸۲ با شمارهٔ ثبت ۱۰۵۴۷ به‌عنوان یکی از آثار ملی ایران به ثبت رسیده است.